# Antonio da Cremona

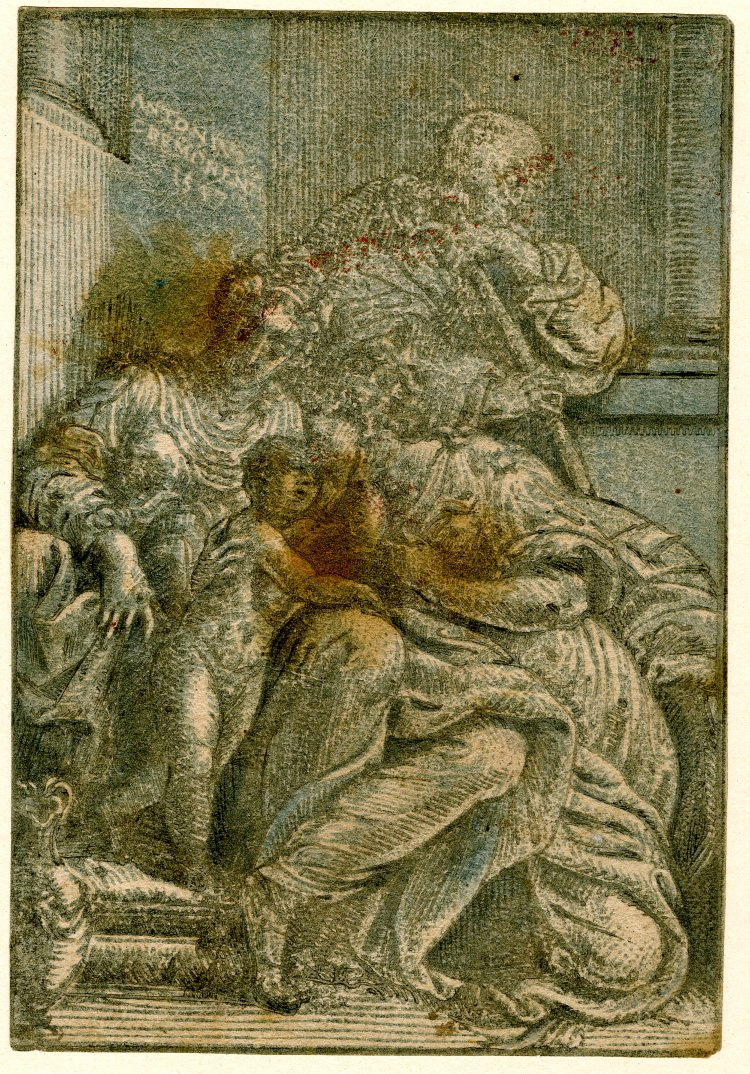
ANTONIVS CREMONENSIS: Heilige Familie, 1547, Holzschnitt, 17,6 × 12,2 cm (British Museum)

Als Antonio da Cremona (nachgewiesen 1547–1550) wird ein italienischer Holzschneider bezeichnet, der seine Arbeiten mit ANTONIVS CREMONENSIS signiert hat.
Zeitweise wird Antonio da Cremona mit Antonio Campi da Cremona (um 1523–1587) identifiziert. Mit der Signatur ANTONIVS CREMONENSIS sind mehrere Holzschnitte bekannt. Das British Museum rechnet diese Arbeiten Campi zu, die Graphische Sammlung Albertina, Wien sieht in dem Urheber einen eigenständigen Künstler. Das älteste der bekannten Werke zeigt mit dem jungen Jesus und mit Maria und Josef die Heilige Familie. Eine kniende Heilige auf der rechten Seite schließt kompositorisch das Motiv. Dieses Blatt ist links oben in Versalien mit ANTONIVS CREMONENSIS signiert und mit 1547 datiert. Es ist – wie die weiteren, signierten Arbeiten – in der Chiaroscuro-Technik geschnitten. Der Künstler übernahm Motive aus den Werken des Giulio Campi und des Parmigianino und übersetzte sie in diese grafische Technik.